# Vallerois-Lorioz
Vallerois-Lorioz település Franciaországban, Haute-Saône megyében. Lakosainak száma 433 fő (2022. január 1.). Vallerois-Lorioz La Demie, Andelarrot, Échenoz-la-Méline, Filain, Neurey-lès-la-Demie és Vellefaux községekkel határos.

## Népesség
A település népessége az elmúlt években az alábbi módon változott:
| Lakosok száma | 387  | 380  | 393  | 370  | 391  | 395  | 395  | 414  | 433  |
|               | 2013 | 2015 | 2016 | 2017 | 2018 | 2019 | 2020 | 2021 | 2022 |